# 신영균 (배우)
신영균(申榮均, 1928년 11월 6일~)은 대한민국의 배우, 가수, 치과의사, 기업가, 영화기획가, 영화제작자 등으로 활동을 한 대학 교수 겸 예술기관단체인, 전직 정치인(재선 국회의원)이며 예비역 대한민국 해군 대위이기도 하다.

## 이력
본관은 평산(平山)이고 호는 평주(平洲)이며 데뷔 초기에는 신일천(申一川)이라는 예명으로 활동했다.
1947년 연극배우로 첫 데뷔하였고 이듬해 1948년 영화 《검사와 여선생》으로 영화배우 데뷔하였다. 그의 아들 신언식은 기업인이며 한국 맥도날드 사장이다.

## 학력
- 1938년 황해도 평산보통학교 수료
- 1941년 경성흥인보통학교 졸업
- 1947년 경성한성고등상업학교 졸업
- 1955년 서울대학교 치과대학 치의학사

### 비학위 수료
- 1993년 고려대학교 언론대학원 최고위언론정책과정 수료
- 1995년 동국대학교 문화예술대학원 문화예술교육자과정 수료
- 1996년 연세대학교 언론홍보대학원 최고위언론정책과정 수료

### 명예 박사 학위
- 2011년 서강대학교 명예 문학박사 학위 수여

## 생애
1928년 11월 6일 황해도 평산군의 독실한 기독교 집안에서 아버지 신태현과 어머니 신순옥의 차남으로 태어났다. 초등학교 3학년 때 경성부(서울)로 이사해 동대문구 흥인초등학교를 다녔고, 한성고등학교 재학 시절에는 연극부에서 활동했다. 고등학교를 졸업한 뒤에는 예원좌의 후신인 청춘극장에 입단해 2년 동안 신극 운동에 참여하기도 했으나 경제적으로 너무 쪼들렸고, 연극은 취미로 하고 생계를 꾸려갈 수 있는 직업이 필요하다고 생각하여 서울대학교 치과대학에 입학했다. 서울대학교에 입학하자마자 한국 전쟁이 발발하였고, 피란간 부산에서 전시연합대학을 다닐 때도 연극을 해서 생활비에 보탰다. 서울대학교 총학생회 연극부를 창립하여 연극부장으로서 공연활동에 빠져들었다. 1955년, 서울대학교를 졸업하였는데 이미 2년 전인 1953년 한국 전쟁에 참전하여 대한민국 해군 중위(군의무장교)로 임관하였고, 1958년 대위로 전역하였다. 29세 때, 7세 연하로 이화여자대학교 정치외교학과에 재학중인 아내 김선희와 해군 군의관 시절 만난 지 1년 만에 결혼했고, 치과의사 면허자격을 딴 뒤 1958년 서울 회현동에 ‘동남치과’를 개업했다.
서울대학교 치대 재학시절 연극을 했던 인연으로 친분있는 연극인들이 찾아오게 되고 연극을 하자는 권유가 늘어갔고, 연극에 대한 열정을 억누를 수 없었던 신영균은 연극 《여인천하》에서 조광조 역을 맡아 무대에 오르게 된다. 당시, 영화 《과부》의 주인공을 물색하던 조긍하 감독이 그 무대를 보게 되고 영화계 진출을 적극적으로 권하게 된다.
1960년, 조긍하 영화감독의 제안으로 32세의 늦깍이 나이에 영화 《과부》에서 머슴 '성칠이' 역을 맡아 영화계에 전격 데뷔하였다. 이어 출연한 《마부》가 한국 영화사상 최초로 1961년 베를린 영화제에서 특별은곰상을 수상하고, 1962년에는 《연산군》으로 제1회 대종상 남우주연상을 차지하며 데뷔 2년 만에 연기파 배우로 자리매김했다. 이후, 국내외 유수의 영화시상식에서 남우주연상을 휩쓸었다. 그리고 1964년에는 그의 히트작인 《빨간 마후라》로 제11회 아시아영화제 남우주연상을 받으면서 국제적으로 통하는 배우라는 인상을 대중들에게 심었다. 1960년부터 1978년 배우 은퇴하기까지 《과부》, 《연산군》, 《열녀문》, 《갯마을》, 《시장》, 《빨간 마후라》, 《미워도 다시 한번》, 《삼일천하》등 주옥같은 작품을 비롯하여 총 294편의 영화에 출연하여 1960~70년대 영화계의 톱스타로 군림했다.
배우 시절 영화배우라는 직업을 늘 불안하게 여겼던 그는 1963년, 친구와 함께 서울 금호동에 동시 상영을 하는 ‘금호극장’을 인수하여 새로 개관하였다. 이후 명보극장 바로 옆에 있는 명보제과를 인수하여 이때 부인 김선희 여사가 팔을 걷어붙여 직접 빵을 굽고 장사도 하면서 사업을 키워 나갔다. 당시 명보제과는 뉴욕제과와 태극당, 풍년제과 등과 함께 4대 제과로 꼽힐 정도였다고 한다. 1971년에는 볼링장을 인수하였고, 1973년에는 빌딩관리업체인 '한주흥산 주식회사'를 설립하여 부동산임대사업에까지 뛰어들어 영화배우 못지않은 사업수완을 보였다. 1977년 8월에는 명보제과 바로 옆에 있는 명보극장을 7억 5천만원을 들여 사들인 이후, 《지옥의 묵시록》과 《빠삐용》 등의 외국 영화와 《내가 버린 여자》, 《별들의 고향 2》, 《미워도 다시 한번》 등의 한국영화를 배급·상영하여 대박을 터뜨렸다. 1985년, 서울 종로구 관훈동에 지상 14층 지하 4층의 빌딩을 건립하고 지하 2,3층에 명보소극장을 차렸다. 1992년에는 한국에 진출하려는 미국 외식패스트푸드업체인 맥도날드사와 신영균이 함께 49 대 51의 비율로 54억원의 자본금을 투자하여 서울에 합작회사인 '맥신산업'을 설립하였다.

## 사건·사고
1968년 9월 12일, 이신명 감독을 때려 말썽을 빚은 영화배우 박노식의 처리문제를 두고 서울예총회관 회의실에서 한국영화인연합회 감독분과위원회와 연기분과위원회 연석회의가 끝난 뒤, 영화감독 정진우의 뺨과 입언저리를 때려 여섯바늘을 꿰매는 전치 10일의 상해를 입혔고 재떨이를 던져 동료 배우 황정순, 김지미 등을 다치게 한 혐의로 종로 경찰서 유치장에 수감되었다. 서울시경수사과는 9월 16일, 신영균을 폭력 행위 등 처벌에 관한 법률 위반으로 구속하고 영화배우 최성호를 같은 혐의로 불구속, 서울지검에 송치했다. 한편, 피해자 정진우 감독은 경찰에 고소취하장을 제출하였다.

## 정치 분야 입문
1970년대부터는 좋은 학벌과 든든한 재력을 바탕으로 정치에 대한 야망을 가지고 한국영화인협회, 한국예술문화단체총연합회 등의 단체수장 선거에 끊임없이 도전하며 정치권의 문을 두드리기 시작했으며, 1978년 잠정 은퇴 이후로는 본격적으로 정치행보를 이어나갔다. 1970년, 한국영화인협회 이사장에 당선된 후, 한국예술문화단체총연합회(예총) 부회장으로 당선되었다. 그리고 공화당 소속으로써 서울 영등포을구의 조직책으로 발탁되어 출마채비를 갖추었으나, 상대방이었던 김수한 민자당 당무위원을 의식해 도중하차하였다. 1979년, '영화인 권익을 위해 앞장서겠다'는 포부로 한국영화인협회 회장에 단독 입후보하여 선출되었다. 1981년 2월, 한국예술문화단체총연합회(예총) 제15대 회장으로 선출되어 1984년까지 역임하였다. 1993년 2월 제20대 예총 회장 선거에 출마하여 당선되었고, 1996년에 재선에 성공하여 제21대 예총 회장까지 역임하였다. 1996년, 신한국당에 입당하였다. 제15대, 16대 각각 신한국당, 한나라당 소속으로 비례대표로 당선되어 비례대표 국회의원을 지냈다. 2004년, "새로운 정치를 위해 후배들에게 의자를 물려주고 떠날 때가 됐다"며 총선 불출마를 공식 선언, "이제 다시 영화인 신영균으로 돌아가 문화예술사업에 마지막 힘을 쏟으면서 우리 정치와 한나라당을 위해 계속 관심을 갖고 지켜볼 것"이라고 말하며 정계 은퇴를 시사했다.

## 영화박물관 건립
1999년 6월 5일, 남제주군 남원읍 바다기슭 2만 4천여평 대지에 사재 100여억원을 들여 한국 최초의 영화박물관인 '신영 영화박물관'을 개관하였다. 2010년, 영화 및 예술계 인재 양성을 위해 500억원 상당의 사재인 서울 중구에 위치한 복합공연시설 명보극장(명보아트홀)과 국내 최초이자 최대의 영화박물관인 제주도 신영영화박물관을 영화계 및 문화예술계의 공유재산으로 기증하여 화제를 모았다.

## 연극배우 분야 복귀
2012년, 서울대학교 출신 배우 이순재가 주축이 된 '서울대학교 연극동문회' 소속 선후배 연극인들이 모여 제작한 연극 《하얀 중립국》에 출연하여 65년 여만에 연극 무대 복귀하기도 했다.

## 출연작

### 영화
- 1948년 《검사와 여선생》
- 1960년 《과부》 ... 성칠 역
- 1960년 《꿈》 ... 조신 역
- 1961년 《마부》 ... 수업 역
- 1961년 《사랑방 손님과 어머니》 ... 외삼촌 역
- 1961년 《당쟁비화》
- 1961년 《바보 온달과 평강 공주》 ... 온달 역
- 1961년 《상록수》
- 1961년 《서울의 지붕 밑》
- 1961년 《어부들》
- 1961년 《5인의 해병》 ... 오덕수 소위 역
- 1961년 《일편단심》
- 1961년 《임꺽정》
- 1961년 《정부》
- 1961년 《정조》
- 1962년 《연산군》 ... 연산군 역
- 1962년 《화랑도》 ... 어진랑 역
- 1962년 《노란 샤스 입은 사나이》
- 1962년 《동경서 온 사나이》
- 1962년 《동학난》 ... 순구 역
- 1962년 《부라보 청춘》
- 1962년 《붉은 장미의 추억》
- 1962년 《비밀 통로를 찾아라》
- 1962년 《사랑과 미움의 세월》 ... 오 사장 역
- 1962년 《사랑을 다시 하지 않으리》
- 1962년 《사랑의 동명왕》 ... 동명성왕 역
- 1962년 《산색시》
- 1962년 《상한 갈대를 꺾지 마라》
- 1962년 《신입사원 미스터 리》
- 1962년 《12인의 야도》
- 1962년 《아카시아 꽃잎 필 때》
- 1962년 《악인은 없다》
- 1962년 《억세게 재수 좋은 사나이》
- 1962년 《여자의 일생》
- 1962년 《열녀문》
- 1962년 《원한의 일월도》
- 1962년 《인간 만세》
- 1962년 《인목대비》 ... 능양군 역
- 1962년 《잊을 수 없는 애정》
- 1962년 《전쟁과 노인》
- 1962년 《주유천하》 ... 양녕대군 역
- 1962년 《천하일색 양귀비》
- 1962년 《태양을 등진 사람들》 ... 인성 역
- 1962년 《평양 기생 계월향》
- 1962년 《폭군 연산》 ... 연산군 역
- 1962년 《흑두건》
- 1962년 《칠공주》
- 1963년 《로맨스 그레이》
- 1963년 《쌀》
- 1963년 《강화도령》 ... 이원범 역
- 1963년 《나는 비밀이 있다》
- 1963년 《보은의 구름다리》
- 1963년 《사랑은 주는 것》
- 1963년 《쌍검무》
- 1963년 《5인의 독수리》
- 1963년 《정복자》
- 1963년 《죽도록 사랑해서》
- 1963년 《철종과 복녀》 ... 철종 역
- 1963년 《한양에서 온 성춘향》
- 1963년 《혈맥》 ... 형 역
- 1963년 《횃불》
- 1964년 《가야금》
- 1964년 《석가모니》
- 1964년 《나는 속았다》
- 1964년 《남이 장군》 ... 남이 역
- 1964년 《단장록》
- 1964년 《달기》 ... 주왕 역
- 1964년 《목숨보다 더한 것》
- 1964년 《벽오동 심은 뜻은》
- 1964년 《빨간 마후라》 ... 나관중 소령 역
- 1964년 《사자성》 ... 황포 역
- 1964년 《십년세도》 ... 홍국영 역
- 1964년 《아편전쟁》
- 1964년 《여장부》
- 1964년 《월급봉투》
- 1964년 《잉여인간》
- 1964년 《진성여왕》
- 1964년 《처녀성》
- 1964년 《천안삼거리》
- 1964년 《평양 감사》
- 1964년 《형부와 새언니》
- 1964년 《황금벌판의 혈투》
- 1964년 《모녀 기타》 ... 남편 역
- 1965년 《모녀봉》
- 1965년 《갯마을》
- 1965년 《남과 북》 ... 장일구 역
- 1965년 《가시나이》
- 1965년 《광야의 호랑이》
- 1965년 《남아 일생》
- 1965년 《막내딸》
- 1965년 《명동 44번지》
- 1965년 《불나비》
- 1965년 《빗 속에 지다》
- 1965년 《사르빈가에 노을이 진다》
- 1965년 《살아야 한다》
- 1965년 《살인 명령》
- 1965년 《상해 55번지》
- 1965년 《성난 독수리》
- 1965년 《슬픔이여 잘 있거라》 ... 중길 역
- 1965년 《시장》
- 1965년 《압록강아 말하라》
- 1965년 《언제나 그날이면》
- 1965년 《예기치 못한 사랑》
- 1965년 《왕과 상노》 ... 만강 역
- 1965년 《용사는 살아있다》
- 1965년 《인천상륙작전》
- 1965년 《잃어버린 세월》
- 1965년 《무관의 제왕 장보고》
- 1965년 《저 하늘에도 슬픔이》 ... 김동식 역
- 1965년 《정조성》
- 1965년 《제3의 운명》
- 1965년 《처가살이》
- 1965년 《청계천》
- 1965년 《태조 이성계》
- 1965년 《피어린 구월산》
- 1965년 《해병특공대》
- 1965년 《홍도야 울지 마라》
- 1966년 《군번 없는 용사》
- 1966년 《꽃가마》
- 1966년 《무명초》
- 1966년 《물레방아》
- 1966년 《병사는 죽어서 말한다》
- 1966년 《비밀 첩보대》
- 1966년 《산유화》
- 1966년 《순애》
- 1966년 《악몽》
- 1966년 《여자이기 때문에》
- 1966년 《이별의 강》
- 1966년 《잘 있거라 일본 땅》
- 1966년 《적선지대》
- 1966년 《죽은 자와 산 자》
- 1966년 《청춘행진곡》
- 1966년 《탈출 명령》
- 1966년 《평양 기생》
- 1967년 《고별》
- 1967년 《공주 며느리》
- 1967년 《꿈》 ... 조신 역
- 1967년 《내 몫까지 살아주》
- 1967년 《냉과 열》
- 1967년 《네 자매》
- 1967년 《단발머리》
- 1967년 《돌지 않는 풍차》
- 1967년 《두 나그네》
- 1967년 《뜨거운 안녕》
- 1967년 《마적》
- 1967년 《마지막 요일》
- 1967년 《망향천리》
- 1967년 《문정왕후》
- 1967년 《방콕의 하리마오》
- 1967년 《비서실》
- 1967년 《산》
- 1967년 《산불》
- 1967년 《상감마마 미워요》
- 1967년 《서울 아줌마》
- 1967년 《수라문의 혈투》
- 1967년 《암행어사》
- 1967년 《애인》
- 1967년 《애하》
- 1967년 《인조반정》
- 1967년 《장렬 509 대전차대》
- 1967년 《종자돈》
- 1967년 《천도화》
- 1967년 《철면 황제》
- 1967년 《청사초롱》
- 1967년 《칠부열녀》
- 1967년 《통금 5분전》
- 1967년 《풍운 삼국지》
- 1968년 《대원군》
- 1968년 《미워도 다시 한번》 ... 신호 역
- 1968년 《철부지 아씨》
- 1968년 《과도의 검》
- 1968년 《규방》
- 1968년 《낮과 밤》
- 1968년 《독수공방》
- 1968년 《로맨스 마마》
- 1968년 《맨발의 영광》
- 1968년 《목가》
- 1968년 《무숙자》
- 1968년 《바람 같은 사나이》
- 1968년 《방랑대군》
- 1968년 《방울대감》
- 1968년 《사랑》
- 1968년 《사랑했는데》
- 1968년 《소라의 꿈》
- 1968년 《언니의 일기》
- 1968년 《여마적》
- 1968년 《순정》
- 1968년 《일본인》
- 1968년 《자주댕기》
- 1968년 《찬란한 슬픔》
- 1968년 《천하장사 임꺽정》
- 1968년 《칼맑스의 제자들》
- 1968년 《탈출 17시》
- 1968년 《파문》
- 1968년 《팔도강산 2》
- 1968년 《풍랑객》
- 1968년 《풍운아》
- 1968년 《하얀 곰》
- 1968년 《랑》
- 1968년 《효자문》
- 1969년 《미워도 다시 한번 2》 ... 신호 역
- 1969년 《이조 여인 잔혹사》
- 1969년 《검은 야회복》
- 1969년 《남 몰래 흘린 눈물》
- 1969년 《내시 2》
- 1969년 《내실》
- 1969년 《눈물을 감추고》
- 1969년 《당신》
- 1969년 《당신의 뜻이라면》
- 1969년 《목메어 불러봐도》
- 1969년 《못잊어》
- 1969년 《별은 멀어도》
- 1969년 《봄 봄》
- 1969년 《사랑은 가고 세월만 남아》
- 1969년 《사랑이라는 것은》
- 1969년 《서울 야화》
- 1969년 《성녀와 마녀》
- 1969년 《세월이 흘러가면》
- 1969년 《여진족》
- 1969년 《요화 장록수》
- 1969년 《울고 가는 외기러기》
- 1969년 《유혹》
- 1969년 《육군 김일병》
- 1969년 《250조》
- 1969년 《잊혀진 여인》
- 1969년 《잔혹한 청춘》
- 1969년 《저 눈밭에 사슴이》
- 1969년 《젊은 여인들》
- 1969년 《정과 애》
- 1969년 《천년호》
- 1969년 《청춘을 다 바쳐》
- 1969년 《한 목숨 다 바쳐》
- 1969년 《형》
- 1970년 《세조대왕》
- 1970년 《거북이》
- 1970년 《결혼 대작전》
- 1970년 《그 분이 아빠라면》
- 1970년 《기러기 아빠》
- 1970년 《두 여인의 집》
- 1970년 《떠나야 할 사람은》
- 1970년 《명동 가시나》
- 1970년 《무영탑》
- 1970년 《버림 받은 여자》
- 1970년 《벽 속의 여자 2》
- 1970년 《비운의 왕비》
- 1970년 《세상만사 뜻대로》
- 1970년 《숨겨논 여자》
- 1970년 《슬픔을 외면할 때》
- 1970년 《약속은 없었지만》
- 1970년 《어느 소녀의 고백》
- 1970년 《아빠 엄마 오래 사세요》
- 1970년 《여인의 종착역》
- 1970년 《왜 여자만이 울어야 하나》
- 1970년 《울고 간 여인》
- 1970년 《유정무정》
- 1970년 《이별의 15열차》
- 1970년 《저것이 서울의 하늘이다》
- 1970년 《저 하늘에도 슬픔이 2》
- 1970년 《처와 처》
- 1970년 《청춘무정》
- 1970년 《태조 왕건》
- 1970년 《한 많은 남아 일생》
- 1970년 《호피 판사》
- 1970년 《미워도 다시 한번 3》 ... 신호 역
- 1971년 《미워도 다시 한번 4》 ... 신호 역
- 1971년 《무정의 네온가》
- 1971년 《월남에서 돌아온 김상사》
- 1971년 《청산에 우는 새야》
- 1971년 《암흑가의 공포》
- 1971년 《대감신랑》
- 1971년 《늦기 전에》
- 1971년 《형 2》
- 1971년 《죽도록 사랑했노라》
- 1971년 《친정 아버지》
- 1971년 《내실 사모님》
- 1971년 《미워도 정 때문에》
- 1971년 《처복》
- 1971년 《짚세기 신고 왔네》
- 1971년 《빗 속에 떠날 사람》
- 1971년 《잠들면 떠나주오》
- 1971년 《빨간 마후라의 사나이》
- 1971년 《세 남매》
- 1972년 《봄 여름 가을 그리고 겨울》
- 1972년 《집을 나온 여자》
- 1972년 《아빠라 부르는 연인》
- 1972년 《사랑하는 아들 딸아》
- 1972년 《여선생》 ... 채화 부 역
- 1972년 《궁녀》
- 1972년 《이 밤이여 영원히》
- 1972년 《인생은 나그네길》
- 1972년 《기로》
- 1972년 《인간 낙제생》 ... 송달준 역
- 1972년 《헤어져도 사랑만은》
- 1973년 《딸부잣집》
- 1973년 《해벽》
- 1973년 《삼일천하》 ... 김옥균 역
- 1973년 《천사의 메아리》
- 1973년 《잡초》
- 1973년 《고향에 진달래》
- 1974년 《캐서린의 탈출》
- 1975년 《애수의 샌프란시스코》
- 1976년 《아라비아의 열풍》
- 1977년 《저 높은 곳을 향하여》
- 1979년 《화조》

### 연극
- 2012년 《하얀 중립국》

### 텔레비전 드라마
- 1973년 TBC 동양방송 드라마 《북간도》
- 1995년 SBS 서울방송 드라마 《아스팔트 사나이》

## 영화 제작 작품
- 1988년 《그 마지막 겨울》
- 1988년 《둥지 속의 철새》

## 경력
- 1966년 한국연극영화배우협회 회장
- 1966년 영화인협회 연기분과위원회 위원장
- 1969년 한국영화인협회 부회장
- 1970년 한국예술문화단체총연합회 부회장
- 1970년 민주공화당 국민회의 초대의원 당선
- 1970년 민주공화당 당무위원 겸 문화예술행정위원
- 1973년 한주흥산 회장
- 1977년 명보극장 회장
- 1979년 ~ 1981년 한국영화인협회 이사장
- 1981년 ~ 1983년 한국예술문화단체총연합회 회장
- 1981년 평화통일정책자문회의 체육문화예술분과위원장
- 1982년 서울올림픽조직위원
- 1984년 독립기념관건립추진위원회 이사
- 1984년 신영흥산 대표이사 회장
- 1985년 평주통상 회장
- 1988년 ~ 1990년 민주정의당 서울특별시 지부 성동구 병 지구당위원장
- 1988년 민주정의당 당무위원 겸 문화예술행정특보위원
- 1988년 민주정의당 당무위원 겸 서울 성동병지구당위원장
- 1991년 서울방송 비상임이사
- 1993년 중앙대학교 영화학과 특별초빙교수
- 1993년 한국예술문화단체총연합회 제20대 회장
- 1994년 SBS 프로덕션 대표이사 회장
- 1996년 ~ 1998년 한국예술문화단체총연합회 제21대 회장
- 1996년 4월 11일: 대한민국 제15대 국회의원 선거 당선(전국구, 신한국당, 초선)
- 1996년 ~ 2000년 제15대 국회의원(전국구, 신한국당→한나라당, 초선)
- 1999년 ~ 2012년 한나라당 상임고문
- 1999년 제주 신영영화박물관 대표
- 2000년 4월 13일: 대한민국 제16대 국회의원 선거 당선(비례대표, 한나라당, 재선)
- 2000년 ~ 2004년 제16대 국회의원(비례대표, 한나라당, 재선)
- 2002년 제주방송(JIBS) 명예회장
- 2008년 대한민국 국민원로회 최고위원
- 2009년 한국지역민영방송협회 회장
- 2009년 전국지역방송 회장단체협의회 총회장
- 신영균예술문화재단 명예회장
- 한주홀딩스코리아 명예회장
- 2012년 ~ 2017년 새누리당 상임고문
- 2017년 자유한국당 상임고문
- 미래통합당 상임고문
- 국민의힘 상임고문
- 사단법인 이승만건국대통령기념사업회 상임고문
- 국민의힘 상임고문단 회장
- 2023년 2월 ~ 2023년 5월 6·25 전쟁 정전 70주년 사업 고문위원
- 국민통합위원회 고문단
- 국민의힘 상임고문단 명예회장
- 2023년 5월 ~ : 재단법인 백선엽장군기념재단 고문

## 상훈
- 1962년 제1회 대종상 남우주연상[32] 《연산군》
- 1962년 제9회 아시아영화제 남우주연상[33] 《상록수》
- 1963년 제6회 부일영화상 남우주연상[34] 《연산군》
- 1963년 제4회 월간영화지 영화세계사 선정 제4회 NO.1인기상 남우주연상[35]
- 1963년 제2회 대종상 남우주연상[36] 《열녀문》
- 1964년 제11회 아시아영화제 남우주연상[37] 《빨간 마후라》
- 1964년 제2회 청룡영화상 인기남우상[38]
- 1965년 제4회 대종상 남우주연상[39] 《달기》
- 1965년 제3회 청룡영화상 인기남우상[40]
- 1966년 제2회 백상예술대상 남자연기상[41] 《갯마을》
- 1966년 제4회 청룡영화상 남우주연상[42] 《시장》
- 1966년 제4회 청룡영화상 인기남우상
- 1967년 제3회 영화예술상 남우주연상[43] 《물레방아》
- 1967년 제10회 부일영화상 남우주연상 《물레방아》
- 1967년 제5회 청룡영화상 인기남우상[44]
- 1969년 제5회 백상예술대상 남자연기상[45] 《대원군》
- 1969년 제6회 청룡영화상 남우주연상[46] 《대원군》
- 1969년 제6회 청룡영화상 인기남우상[46]
- 1970년 제6회 백상예술대상 애독자인기상[47]
- 1970년 제7회 청룡영화상 인기남우상
- 1971년 제8회 청룡영화상 인기남우상
- 1972년 제8회 백상예술대상 애독자인기상
- 1973년 제10회 청룡영화상 남우주연상[48] 《삼일천하》
- 1979년 제28회 서울시 문화상 연예부문 수상[49]
- 1987년 국민훈장 동백장(3등급)
- 2007년 제44회 대종상 공로상[50]
- 2008년 제7회 대한민국 영화대상 공로상[51]
- 2009년 제3회 서울충무로국제영화제 특별공로상[52]
- 2010년 제47회 대종상 특별상[53]
- 2010년 제45회 잡지의 날 올해의 인물상
- 2010년 제30회 한국영화평론가협회상 공로영화인상[54]
- 2010년 제11회 대한민국 국회대상 공로상[55]
- 2011년 제1회 이달의 나눔인 시상식 보건복지부 장관상[56]
- 2011년 제2회 대한민국 대중문화예술상 은관문화훈장(2등급)[57]
- 2012년 제22회 자랑스러운 서울대인 선정 (치의학과 48학번)[58]
- 2020년 제56회 대종상 영화제 공로상

## 역대 선거 결과
|  | 25.5% |

|  | 30.87% |

|  | 34.5% |

|  | 37.9% |

## 소속 정당
| 소속 정당 | 소속 정당  | 소속 기간 | 비고           |
| --------- | ---------- | --------- | -------------- |
|           | 민주공화당 | 1970~1972 | 정계 입문      |
|           | 무소속     | 1972~1978 | 탈당           |
|           | 민주공화당 | 1978~1980 | 복당           |
|           | 무소속     | 1980~1981 | 정당 해산      |
|           | 민주정의당 | 1981~1990 | 창당           |
|           | 민주자유당 | 1990~1991 | 합당           |
|           | 무소속     | 1991~1996 | 탈당           |
|           | 신한국당   | 1996~1997 | 복당           |
|           | 한나라당   | 1997~2012 | 합당 정계 은퇴 |
|           | 새누리당   | 2012~2017 | 당명 변경      |
|           | 자유한국당 | 2017~2020 | 당명 변경      |
|           | 미래통합당 | 2020      | 합당           |
|           | 국민의힘   | 2020~현재 | 당명 변경      |

## 같이 보기
- 대한민국 제15대 국회의원 선거 신한국당 후보 목록#전국구
- 대한민국 제16대 국회의원 선거 한나라당 후보 목록#비례대표